# Liste der Stolpersteine in Bochum-Mitte
Die Liste der Stolpersteine in Bochum-Mitte führt die vom Künstler Gunter Demnig verlegten Stolpersteine im Bochumer Stadtbezirk Bochum-Mitte (I) auf. Sie sollen an die Opfer des Nationalsozialismus erinnern, die in Bochum-Mitte ihren letzten bekannten Wohnsitz hatten, bevor sie deportiert, ermordet, vertrieben oder in den Suizid getrieben wurden.

## Hintergrund
Seit November 2004 hat das Stadtarchiv – Bochumer Zentrum für Stadtgeschichte viele Verlegeaktionen organisiert, bei denen der Künstler Gunter Demnig Stolpersteine in Bochum verlegt hat. Im Stadtbezirk Bochum Mitte wurden bisher 197 Steine an 93 Orten verlegt. (Stand: März 2021)
 Info: Angaben zu Eigenschaften, welche alle Teillisten für Bochum gemeinsam haben, sind unter der Liste der Stolpersteine in Bochum zu finden.
| Adresse | Nr. | Verlegedatum | Person(en) / Inschrift | Bild                                                                  | Bemerkungen |
| --- | --- | --- | --- | --------------------------------------------------------------------- | --- |
| Akademiestraße 26 ·                                                                                          | 160 | 17. Sep. 2013 | HIER WOHNTE LEO NACHMANN JG. 1877 VERHAFTET 30.6.1942 'KRIEGSWIRTSCHAFTS- VERBRECHEN' SONDERGERICHT DORTMUND NACH MISSHANDLUNG TOT 28.12.1942 KRANKENHAUS ESSEN | Stolperstein für Leo Nachmann                                         | |
| Alte Hattinger Straße 26 ·                                                                                   | 85 | 20. Okt. 2008 | HIER WOHNTE JAKOB GRAF JG. 1875 VERHAFTET BUCHENWALD ERMORDET 1945 | Stolperstein für Jakob Graf                                           | |
| Alte Hattinger Straße 26 ·                                                                                   | 86 | 20. Okt. 2008 | HIER WOHNTE AMALIE GRAF GEB. GOLDSCHMIDT JG. 1876 DEPORTIERT AUSCHWITZ ERMORDET 30.12.1943 | Stolperstein für Amalie Graf geb. Goldschmidt                         | |
| Alte Hattinger Straße 26 ·                                                                                   | 87 | 20. Okt. 2008 | HIER WOHNTE ALFRED GRAF JG. 1911 VERHAFTET BUCHENWALD ERMORDET 1945 | Stolperstein für Alfred Graf                                          | |
| Am Alten Stadtpark 23 ·                                                                                      | 8 | 18. Nov. 2005 | HIER WOHNTE DR. HUGO FREUDENBERG JG. 1884 DEPORTIERT RIGA FÜR TOT ERKLÄRT | Stolperstein für Dr. Hugo Freudenberg                                 | |
| Am Alten Stadtpark 23 ·                                                                                      | 9 | 18. Nov. 2005 | HIER WOHNTE MARTHA FREUDENBERG GEB. OPPENHEIM JG. 1892 DEPORTIERT RIGA FÜR TOT ERKLÄRT | Stolperstein für Martha Freudenberg                                   | |
| Am Alten Stadtpark 51 ·                                                                                      | 221 | 30. Jan. 2017 | Hier wohnte WILHELM ROSENBAUM JG. 1876 DEPORTIERT 1942 ZAMOSC ERMORDET | Stolperstein für Wilhelm Rosenbaum                                    | |
| Am Alten Stadtpark 51 ·                                                                                      | 220 | 30. Jan. 2017 | Hier wohnte BERTHA ROSENBAUM GEB. BUXBAUM JG. 1883 DEPORTIERT 1942 ZAMOSC ERMORDET | Stolperstein für Bertha Rosenbaum geb. Buxbaum                        | |
| Am Alten Stadtpark 63 ·                                                                                      | 129 | 4. Okt. 2010 | HIER WOHNTE NATHAN OPPENHEIMER JG. 1875 DEPORTIERT ZAMOSC ERMORDET | Stolperstein in Bochum 0129                                           | |
| Am Alten Stadtpark 63 ·                                                                                      | 130 | 4. Okt. 2010 | HIER WOHNTE LUISE OPPENHEIMER GEB. MAYER JG. 1892 DEPORTIERT 1942 ZAMOSC ERMORDET | Stolperstein für Luise Oppenheimer                                    | |
| Am Alten Stadtpark 63 ·                                                                                      | 131 | 4. Okt. 2010 | HIER WOHNTE LIESELOTTE OPPENHEIMER JG. 1923 DEPORTIERT 1942 ZAMOSC ERMORDET | Stolperstein für Lieselotte Oppenheimer                               | |
| Am Alten Stadtpark 63 ·                                                                                      | 132 | 4. Okt. 2010 | HIER WOHNTE GERD OPPENHEIMER JG. 1929 DEPORTIERT 1942 ZAMOSC ERMORDET | Stolperstein für Gerd Oppenheimer                                     | |
| Am Alten Stadtpark 67 ·                                                                                      | 63 | 2. Nov. 2007 | HIER WOHNTE DR. WILHELM HÜNNEBECK JG. 1897 BERUFSVERBOT SELBSTMORDVERSUCH ÜBERLEBT | Stolperstein für Dr. Wilhelm Hünnebeck                                | |
| Am Kortländer 8 ·                                                                                            | 249 | 11. Nov. 2019 | HIER WOHNTE CHAIM SALOMON FLAUMENHAFT JG. 1884 ‘POLENAKTION’ 1938 BENTSCHEN/ZBASZYN ERMORDET IM BESETZTEN POLEN | Stolperstein für Chaim Salomon Flaumenhaft                            | |
| Am Kortländer 8 ·                                                                                            | 250 | 11. Nov. 2019 | HIER WOHNTE CHANA ANNA FLAUMENHAFT GEB. EULE JG. 1887 ‘POLENAKTION’ 1938 BENTSCHEN/ZBASZYN ERMORDET IM BESETZTEN POLEN | Stolperstein für Chana Anna Flaumenhaft geb. Eule                     | |
| Am Kortländer 8 ·                                                                                            | 251 | 11. Nov. 2019 | HIER WOHNTE HERMINE IDA FLAUMENHAFT JG. 1922 ‘POLENAKTION’ 1938 BENTSCHEN/ZBASZYN ERMORDET IM BESETZTEN POLEN | Stolperstein für Hermine Ida Flaumenhaft                              | |
| Annastraße 20 ·                                                                                              | 24 | 31. Mai 2006 | HIER WOHNTE MOSES RAMBAM JG. 1896 DEPORTIERT ??? | Stolperstein für Moses Rambam                                         | |
| Annastraße 21 ·                                                                                              | 3 | 4. Nov. 2004 | HIER WOHNTE ELFRIEDE SALOMON GEB. WATERMANN JG. 1883 DEPORTIERT ERMORDET IM GHETTO RIGA | Stolperstein für Elfriede Salomon geb. Watermann                      | |
| Annastraße 21 ·                                                                                              | 4 | 4. Nov. 2004 | HIER WOHNTE GEORG SALOMON JG. 1883 DEPORTIERT ERMORDET IM GHETTO RIGA | Stolperstein für Georg Salomon                                        | |
| Annastraße 21 ·                                                                                              | 5 | 4. Nov. 2004 | HIER WOHNTE FRITZ WATERMANN JG. 1885 DEPORTIERT AUSCHWITZ TOT 1942 | Stolperstein für Fritz Watermann                                      | |
| Annastraße 26 ·                                                                                              | 73 | 2. Nov. 2007 | HIER WOHNTE MORITZ SCHMERLER JG. 1886 AUSGEWIESEN 1938 NACH POLEN ??? | Stolperstein für Moritz Schmerler                                     | |
| Annastraße 26 ·                                                                                              | 74 | 2. Nov. 2007 | HIER WOHNTE CILLY SCHMERLER GEB. SPANIER-MEISSELES JG. 1892 AUSGEWIESEN 1938 NACH POLEN ??? | Stolperstein für Cilli Schmerler                                      | |
| Annastraße 26 ·                                                                                              | 75 | 2. Nov. 2007 | HIER WOHNTE JOSEPH-ARTUR SCHMERLER JG. 1931 AUSGEWIESEN 1938 NACH POLEN ??? | Stolperstein für Joseph-Artur Schmerler                               | |
| Annastraße 26 ·                                                                                              | 372 | 2. Juli 2024 | HIER WOHNTE SUSI SCHMERLER JG. 1923 ´POLENAKTION 1938´ BENTSCHEN/ZBASZYN FLUCHT 1939 PALÄSTINA | Stolperstein für Susi Schmerler                                       | |
| Annastraße 26 ·                                                                                              | 373 | 2. Juli 2024 | HIER WOHNTE FANNY SCHMERLER JG. 1915 FLUCHT 1938 USA | Stolperstein für Fanny Schmerler                                      | |
| Appolonia-Pfaus-Park ·                                                                                       | | | „WIR GEDENKEN ALLER VERFOLGTEN, DEPORTIERTEN UND ERMORDETEN SINTI UND ROMA AUS BOCHUM. DIE MEISTEN VON IHNEN WURDEN IN DEN JAHREN 1942/1943 IM KONZENTRATIONSLAGER AUSCHWITZ-BIRKENAU ERMORDET. IN DER HOFFNUNG UND DER VERANTWORTUNG, DASS SOLCHE MENSCHENVERACHTENDEN VERBRECHEN NIE WIEDER GESCHEHEN“ | Stolperschwelle für die Sinti und Roma                                | |
| Bergstraße 59 ·                                                                                              | 101 | 30. Okt. 2009 | HIER WOHNTE LEON SALOMONS JG. 1887 DEPORTIERT 1942 RIGA ERMORDET FÜR TOT ERKLÄRT | Stolperstein für Leon Salomons                                        | |
| Bergstraße 59 ·                                                                                              | 102 | 30. Okt. 2009 | HIER WOHNTE MARTHA SALOMONS GEB. SCHOENEBERG JG. 1890 DEPORTIERT 1942 RIGA ERMORDET 1942 | Stolperstein für Martha Salomons                                      | |
| Bessemerstraße 19 ·                                                                                          | 204 | 25. Nov. 2015 | HIER WOHNTE KARL ROSTEK JG. 1894 IM WIDERSTAND / KPD VERHAFTET 1934 ZUCHTHAUS MÜNSTER BEI BOMBEN ENTSCHÄRFEN TOT 18.6.1944 GELSENKIRCHEN |                                                                       | |
| Bongardstraße 35 ·                                                                                           | 59 | 11. Mai 2007 | HIER WOHNTE MAX LÖWENSTEIN JG. 1867 DEPORTIERT 1942 THERESIENSTADT ERMORDET IN TREBLINKA | Stolperstein für Max Löwenstern                                       | |
| Bongardstraße 35 ·                                                                                           | 60 | 11. Mai 2007 | HIER WOHNTE JENNY LÖWENSTEIN GEB. NEUHAUS JG. 1879 DEPORTIERT 1942 THERESIENSTADT ERMORDET IN TREBLINKA | Stolperstein für Jenny Löwenstern geb. Neuhaus                        | |
| Bongardstraße 12 ·                                                                                           | 21 | | HIER WOHNTE/ARBEITETE MAX PANDER JG. 1891 FLUCHT 1939 KUBA EINREISE VERWEIGERT RÜCKKEHR HOLLAND INTERNIERT WESTERBORK DEPORTIERT 18.1.1944 THERESIENSTADT, AUSCHWITZ ERMORDET 30.9.1944 | Stolperstein für Max Pander                                           | für Max Pander wurde am 31. Mai 2006 ein Stolperstein vor dem Haus Bongardstraße 17 verlegt mit dem Text: „Hier wohnte/Max Pander/Jg. 1891/deportiert/Auschwitz/???“                                                                |
| Bongardstraße 12 ·                                                                                           | 323 | HIER WOHNTE BERTA PANDER GEB. HOLLÄNDER JG. 1895 FLUCHT 1939 KUBA EINREISE VERWEIGERT RÜCKKEHR HOLLAND INTERNIERT WESTERBORK DEPORTIERT 18.1.1944 THERESIENSTADT BEFREIT | Stolperstein für Berta Pander |                                                                       | |
| Bongardstraße 12 ·                                                                                           | 322 | HIER WOHNTE HILDE PANDER JG. 1923 FLUCHT 1939 KUBA EINREISE VERWEIGERT RÜCKKEHR HOLLAND INTERNIERT WESTERBORK DEPORTIERT 18.1.1944 THERESIENSTADT BEFREIT                | Stolperstein für Hilde Pander |                                                                       | |
| Brückstraße 4 ·                                                                                              | 64 | 2. Nov. 2007 | HIER WOHNTE JACOB STRACH JG. 1853 EINGEWIESEN ERMORDET 1941 IN 'HEILANSTALT' BENDORF-SAYN | Stolperstein für Jakob Strach                                         | |
| Brückstraße 4 ·                                                                                              | 65 | 2. Nov. 2007 | HIER WOHNTE GÜNTHER ARTUR STRACH JG. 1918 ??? ERMORDET | Stolperstein für Günther Artur Strach                                 | |
| Brückstraße 4 ·                                                                                              | 82 | 20. Okt. 2008 | HIER WOHNTE HEINZ SIMON JG. 1906 DEPORTIERT 1942 ZAMOSC ??? | Stolperstein für Heinz Simon                                          | |
| Brückstraße 4 ·                                                                                              | 83 | 20. Okt. 2008 | HIER WOHNTE INGEBORG SIMON GEB. STRACH JG. 1913 DEPORTIERT 1942 ZAMOSC ??? | Stolperstein für Ingeborg Simon                                       | |
| Brückstraße 4 ·                                                                                              | 84 | 20. Okt. 2008 | HIER WOHNTE OSKAR SIMON JG. 1874 VERHAFTET DACHAU ERMORDET 20.2.1942 | Stolperstein für Oskar Simon                                          | |
| Brückstraße 18 ·                                                                                             | 270 | 8. Okt. 2020 | HIER WOHNTE ERIKA MICHEL JG. 1925 FLUCHT 1939 USA | Stolperstein Bochum Brückstraße 18 Erika Michel                       | |
| Brückstraße 18 ·                                                                                             | 271 | 8. Okt. 2020 | HIER WOHNTE JOHANNA ‘HENNY‘ MICHEL GEB. ROSENTHAL JG. 1900 DEPORTIERT 1942 RIGA 1944 STUTTHOF ERMORDET | Stolperstein Bochum Brückstraße 18 Johanna Michel                     | |
| Brückstraße 18 ·                                                                                             | 272 | 8. Okt. 2020 | HIER WOHNTE MAX MICHEL JG. 1880 DEPORTIERT 1942 ERMORDET 13.11.1944 STUTTHOF | Stolperstein Bochum Brückstraße 18 Max Michel                         | |
| Brückstraße 32 ·                                                                                             | 273 | 8. Okt. 2020 | HIER WOHNTE HELENE DÜRKOP GEB. GOLDSCHMIDT JG. 1895 DEPORTIERT 1942 RIGA 1944 STUTTHOF ERMORDET DEZ. 1944 | Stolperstein Bochum Brückstraße 32 Helene Dürkop                      | |
| Brückstraße 49 ·                                                                                             | 274 | 8. Okt. 2020 | HIER WOHNTE ERNA MEYER GEB. FELDMANN JG. 1907 FLUCHT 1938 HOLLAND MIT HILFE ÜBERLRBT | Stolperstein Bochum Brückstraße 49 Erna Meyer                         | |
| Brückstraße 49 ·                                                                                             | 275 | 8. Okt. 2020 | HIER WOHNTE ERWIN MEYER FLUCHT USA KOLUMBIEN | Stolperstein Bochum Brückstraße 49 Erwin Meyer                        | |
| Brückstraße 49 ·                                                                                             | 276 | 8. Okt. 2020 | HIER WOHNTE JAKOB MEYER JG. 1885 FLUCHT 1938 BELGIEN INTERNIERT DRANCY DEPORTIERT 1942 ERMORDET IN AUSCHWITZ | Stolperstein Bochum Brückstraße 49 Jakob Meyer                        | |
| Brückstraße 51 ·                                                                                             | 157 | 21. Sep. 2012 | HIER WOHNTE STEPHANIE RATH GEB. RATH JG. 1887 DEPORTIERT 1942 RIGA ERMORDET 1942 | Stolperstein für Stephanie Rath                                       | |
| Brückstraße 54 ·                                                                                             | 197 | 25. Nov. 2015 | HIER WOHNTE TAUBA ROSENHECK GEB. HABER JG. 1897 'POLENAKTION' 1938 BENTSCHEN/ZBASZYN ERMORDET IM BESETZTEN POLEN | Stolperstein Bochum 197 Brückstraße 54 Tauba Rosenheck                | |
| Brückstraße 54 ·                                                                                             | 198 | 25. Nov. 2015 | HIER WOHNTE MARKUS ROSENHECK JG. 1887 'POLENAKTION' 1938 BENTSCHEN/ZBASZYN DEPORTIERT 1943 RIGA ERMORDET | Stolperstein Bochum 198 Brückstraße 54 Markus Rosenheck               | |
| Brückstraße 54 ·                                                                                             | 199 | 25. Nov. 2015 | HIER WOHNTE GERHARD ROSENHECK JG. 1924 'POLENAKTION' 1938 BENTSCHEN/ZBASZYN ERMORDET ERMORDET IM BESETZTEN POLEN | Stolperstein Bochum 199 Brückstraße 54 Gerhard Rosenheck              | |
| Brückstraße 54 ·                                                                                             | 200 | 25. Nov. 2015 | HIER WOHNTE EDUARD ROSENHECK JG. 1922 'POLENAKTION' 1938 BENTSCHEN/ZBASZYN ERMORDET ERMORDET IM BESETZTEN POLEN | Stolperstein Bochum 200 Brückstraße 54 Eduard Rosenheck               | |
| Brückstraße 54 ·                                                                                             | 201 | 25. Nov. 2015 | HIER WOHNTE GERDA ROSENHECK JG. 1928 'POLENAKTION' 1938 BENTSCHEN/ZBASZYN ERMORDET ERMORDET IM BESETZTEN POLEN | Stolperstein Bochum 201 Brückstraße 54 Gerda Rosenheck                | |
| Brückstraße 60 ·                                                                                             | 167 | 17. Sep. 2013 | HIER WOHNTE WALTER KATZ JG. 1901 EINGEWIESEN 21.9.1940 HEILANSTALT WUNSTORF 'VERLEGT' 27.9.1940 LANDES-PFLEGEANSTALT BRANDENBURG ERMORDET 27.9.1940 | Stolperstein für Walter Katz                                          | |
| Brunsteinstraße 25 ·                                                                                         | 161 | 17. Sep. 2013 | HIER WOHNTE JOSEF ROSENTHAL JG. 1902 FLUCHT 1933 HOLLAND INTERNIERT WESTERBORK DEPORTIERT 1943 AUSCHWITZ ERMORDET 19.2.1943 | Stolperstein für Josef Rosenthal                                      | |
| Brunsteinstraße 25 ·                                                                                         | 162 | 17. Sep. 2013 | HIER WOHNTE JOHANNA ROSENTHAL GEB. ROSENTHAL JG. 1904 FLUCHT 1933 HOLLAND INTERNIERT WESTERBORK DEPORTIERT 1943 AUSCHWITZ ERMORDET 19.2.1943 | Stolperstein für Johanna Rosenthal                                    | |
| Brunsteinstraße 25 ·                                                                                         | 163 | 17. Sep. 2013 | HIER WOHNTE EVELYN ROSENTHAL JG. 1933 FLUCHT 1933 HOLLAND INTERNIERT WESTERBORK DEPORTIERT 1943 AUSCHWITZ ERMORDET 19.2.1943 | Stolperstein für Evelyn Rosenthal                                     | |
| Brunsteinstraße 28 ·                                                                                         | 374 | 2. Juli 2024 | HIER WOHNTE GEWERKSCHAFTSFÜHRER FRITZ HUSEMANN JG. 1873 IM WIDERSTAND /SPD MEHRFACH VERHAFTET 13.04.1935 KZ ESTERWEGEN ERMORDET 15.04.1935 | Stolperstein für Fritz Husemann                                       | |
| Dibergstraße 2 ·                                                                                             | 182 | 10. Dez. 2014 | HIER WOHNTE JULIUS WOLFSTEIN JG. 1877 FLUCHT 1939 HOLLAND INTERNIERT WESTERBORK DEPORTIERT 1943 AUSCHWITZ ERMORDET 5.2.1943 | Stolperstein Bochum Dibergstraße 2 Julius Wolfstein                   | |
| Dibergstraße 2 ·                                                                                             | 183 | 10. Dez. 2014 | HIER WOHNTE SOPHIE WOLFSTEIN GEB. ROLLMANN JG. 1881 FLUCHT 1939 HOLLAND INTERNIERT WESTERBORK DEPORTIERT 1943 AUSCHWITZ ERMORDET 5.2.1943 | Stolperstein Bochum Dibergstraße 2 Sophie Wolfstein                   | |
| Dibergstraße 2 ·                                                                                             | 184 | 10. Dez. 2014 | HIER WOHNTE ELSE WOLFSTEIN JG. 1919 FLUCHT 1939 HOLLAND INTERNIERT WESTERBORK DEPORTIERT 1942 AUSCHWITZ ERMORDET 30.9.1942 | Stolperstein Bochum Dibergstraße 2 Else Wolfstein                     | |
| Dorotheenstraße 19 ·                                                                                         | 19 | 18. Nov. 2005 | HIER WOHNTE LINA LESSING GEB. KAHN JG. 1872 DEPORTIERT 1944 THERESIENSTADT TOT 1944 | Stolperstein für Lina Lessing                                         | |
| Dorstener Straße 6 ·                                                                                         | 67 | 2. Nov. 2007 | HIER WOHNTE GISELA BROCH GEB. DONNEBAUM JG. 1868 DEPORTIERT ERMORDET 1943 IN THERESIENSTADT | Stolperstein für Gisela Broch                                         | |
| Dorstener Straße 6 ·                                                                                         | 68 | 2. Nov. 2007 | HIER WOHNTE FRIEDA BROCH JG. 1896 DEPORTIERT ERMORDET IN RIGA | Stolperstein für Frieda Broch                                         | |
| Dorstener Straße 6 ·                                                                                         | 69 | 2. Nov. 2007 | HIER WOHNTE KARL BROCH JG. 1909 DEPORTIERT ERMORDET IN RIGA | Stolperstein für Karl Broch                                           | |
| Dorstener Straße 6 ·                                                                                         | 70 | 2. Nov. 2007 | HIER WOHNTE KURT BROCH JG. 1902 DEPORTIERT ERMORDET IN RIGA | Stolperstein für Kurt Broch                                           | |
| Dorstener Straße 94 ·                                                                                        | | | HIER WOHNTE GÜNTER PREGER JG. 1923 DEPORTIERT 1942 RIGA 1944 STUTTHOF BEFREIT |                                                                       | |
| Dorstener Straße 94 ·                                                                                        | HIER WOHNTE MAX MUNO PREGER JG. 1894 VERHAFTET 18.12.1937 SOG. RASSENSCHANDE UNTERSUCHUNGSHAFT ENTLASSEN 13.5.1938 AUSGEWIESEN MAI 1938 SCHICKSAL UNBEKANNT | | |                                                                       | |
| Dorstener Straße 94 ·                                                                                        | HIER WOHNTE MARGRET PREGER JG. 1926 DEPORTIERT 1942 RIGA 1944 STUTTHOF ERMORDET                                                                             | | |                                                                       | |
| Dorstener Straße 204 ·                                                                                       | 122 | 4. Okt. 2010 | HIER WOHNTE HERMANN ALEXANDER JG. 1864 DEPORTIERT 1942 THERESIENSTADT ERMORDET | Stolperstein für Hermann Alexander                                    | |
| Dorstener Straße 204 ·                                                                                       | 123 | 4. Okt. 2010 | HIER WOHNTE BERTHA ALEXANDER GEB. MAY JG. 1902 DEPORTIERT 1942 RICHTUNG OSTEN ??? | Stolperstein für Bertha Alexander geb. May                            | |
| Dorstener Straße 204 ·                                                                                       | 124 | 4. Okt. 2010 | HIER WOHNTE LEO ALEXANDER JG. 1896 DEPORTIERT 1942 RICHTUNG OSTEN ??? | Stolperstein für Leo Alexander                                        | |
| Dorstener Straße 204 ·                                                                                       | 125 | 4. Okt. 2010 | HIER WOHNTE KURT ALEXANDER JG. 1904 FLUCHT 1934 FRANKREICH VERHAFTET ??? | Stolperstein für Kurt Alexander                                       | |
| Dr.-Ruer-Platz 1 ·                                                                                           | 22 | 31. Mai 2006 | HIER WOHNTE HANNA WITTGENSTEIN- MEYER JG. 1898 DEPORTIERT RIGA ??? | Stolperstein für Hanna Wittgenstein-Meyer                             | |
| Dr.-Ruer-Platz 1 ·                                                                                           | 23 | 31. Mai 2006 | HIER WOHNTE BERTHA WITTGENSTEIN JG. 1875 DEPORTIERT RIGA ??? | Stolperstein für Berta Wittgenstein                                   | |
| Ehrenfeldstraße 9 ·                                                                                          | 16 | 18. Nov. 2005 | HIER WOHNTE ELLEN SIMONS JG. 1921 DEPORTIERT ZAMOSC FÜR TOT ERKLÄRT | Stolperstein für Ellen Simons                                         | |
| Ehrenfeldstraße 9 ·                                                                                          | 17 | 18. Nov. 2005 | HIER WOHNTE HERMANN SIMONS JG. 1887 DEPORTIERT ZAMOSC FÜR TOT ERKLÄRT | Stolperstein für Hermann Simons                                       | |
| Ehrenfeldstraße 9 ·                                                                                          | 18 | 18. Nov. 2005 | HIER WOHNTE SOPHIE SIMONS GEB. WERTHEIM JG. 1895 DEPORTIERT ZAMOSC FÜR TOT ERKLÄRT | Stolperstein für Sophie Simons                                        | |
| Franzstraße 11 ·                                                                                             | 14 | 18. Nov. 2005 | HIER WOHNTE LEO SEIDEMANN JG. 1882 DEPORTIERT 1942 ZAMOSC FÜR TOT ERKLÄRT | Stolperstein für Leo Seidemann                                        | |
| Franzstraße 11 ·                                                                                             | 15 | 18. Nov. 2005 | HIER WOHNTE ELSE SEIDEMANN GEB. TAUB JG. 1885 DEPORTIERT 1942 ZAMOSC FÜR TOT ERKLÄRT | Stolperstein für Else Seidemann                                       | |
| Franzstraße 11 ·                                                                                             | 202 | 25. Nov. 2015 | HIER WOHNTE HELENE BARUCH GEB. DAMMANN JG. 1891 DEPORTIERT 1942 THERESIENSTADT 1943 AUSCHWITZ ERMORDET | Stolperstein Bochum 202 Franzstraße 11 Helene Baruch                  | |
| Franzstraße 11 ·                                                                                             | 203 | 25. Nov. 2015 | HIER WOHNTE HERMANN BARUCH JG. 1860 DEPORTIERT 1942 THERESIENSTADT ERMORDET 11.12.1942 | Stolperstein Bochum 203 Franzstraße 11 Hermann Baruch                 | |
| Franzstraße 11 ·                                                                                             | 243 | 19. Sep. 2018 | HIER WOHNTE ROSA KAHN GEB. TAUB JG. 1879 DEPORTIERT 1942 ZAMOSC ERMORDET |                                                                       | |
| Goethestraße 9 ·                                                                                             | 127 | 4. Okt. 2010 | HIER WOHNTE SIMON WEISSGLAS JG. 1894 DEPORTIERT 1942 AUSCHWITZ ERMORDET | Stolperstein für Simon Weissglas                                      | |
| Goethestraße 9 ·                                                                                             | 128 | 4. Okt. 2010 | HIER WOHNTE ISIDOR WEISSGLAS JG. 1926 DEPORTIERT 1942 AUSCHWITZ ERMORDET | Stolperstein für Isidor Weissglas                                     | |
| Goethestraße 9 ·                                                                                             | 230 | 20. Okt. 2017 | HIER WOHNTE ELLA EICHENWALD GEB. HERZFELD JG. 1890 DEPORTIERT 1942 RIGA 1944 STUTTHOF ERMORDET 19.7.1944 |                                                                       | |
| Goethestraße 9 ·                                                                                             | 231 | 20. Okt. 2017 | HIER WOHNTE JAKOB EICHENWALD JG. 1879 DEPORTIERT 1942 RIGA ERMORDET |                                                                       | |
| Goethestraße 14 ·                                                                                            | 186 | 10. Dez. 2014 | HIER WOHNTE JULIUS GÜNZBURGER JG. 1875 FLUCHT 1939 HOLLAND INTERNIERT WESTERBORK DEPORTIERT 1944 BERGEN-BELSEN TOT 20.1.1945 | Stolperstein Bochum Goethestraße 14 Julius Günzburger                 | |
| Goethestraße 14 ·                                                                                            | 187 | 10. Dez. 2014 | HIER WOHNTE SOPHIE GÜNZBURGER GEB. GÜNZBURGER JG. 1879 FLUCHT 1939 HOLLAND INTERNIERT WESTERBORK DEPORTIERT 1944 BERGEN-BELSEN TOT 18.2.1945 | Stolperstein Bochum Goethestraße 14 Sophie Günzburger                 | |
| Goldhammer Straße 17a ·                                                                                      | 139 | 19. Sep. 2011 | HIER WOHNTE MAX MICHAELIS JG. 1898 DEPORTIERT 1944 NEUENGAMME TOT 1945 IN BUCHENWALD | Stolperstein für Max Michaelis                                        | |
| Grabenstraße · vor der Pauluskirche ·                                                                        | | | HIER PREDIGTE PFARRER ALBERT SCHMIDT JG. 1893 IM CHRISTLICHEN WIDERSTAND VERHAFTET 13.11.1938 GEFÄNGNIS BOCHUM PREDIGTVERBOT ENTLASSEN 18.12.1938 |                                                                       | |
| Grabenstraße · vor der Pauluskirche ·                                                                        | HIER PREDIGTE PFARRER DR. HANS EHRENBERG JG. 1883 IM CHRISTLICHEN WIDERSTAND VERHAFTET 1938 SACHSENHAUSEN FLUCHT 1939 ENGLAND                               | | |                                                                       | |
| Graf-Engelbert-Straße 8 ·                                                                                    | 106 | 30. Okt. 2009 | HIER WOHNTE SALLY DAVIDS JG. 1883 DEPORTIERT 1942 ZAMOSC ERMORDET FÜR TOT ERKLÄRT | Stolperstein für Sally Davids                                         | |
| Graf-Engelbert-Straße 8 ·                                                                                    | 107 | 30. Okt. 2009 | HIER WOHNTE ELSE DAVIDS GEB. CAPPEL JG. 1896 DEPORTIERT 1942 ZAMOSC ERMORDET FÜR TOT ERKLÄRT | Stolperstein für Else Davids                                          | |
| Graf-Engelbert-Straße 8 ·                                                                                    | 108 | 30. Okt. 2009 | HIER WOHNTE INGEBORG DAVIDS JG. 1923 DEPORTIERT 1942 ZAMOSC ERMORDET FÜR TOT ERKLÄRT | Stolperstein für Ingeborg Davids                                      | |
| Grummer Straße 33 · Einmündung Mühlental ·                                                                   | 264 | 29. Juni 2020 | MÜHLENTAL 11 WOHNTE HERMANN HUSSMANN JG. 1908 VERHAFTET 6.2.1943 GERICHTSGEFÄNGNIS BOCHUM ANGEKLAGT §175 TOT 11.5.1943 AKTENVERMERK: SELBSTMORD | Stolperstein für Hermann Hussmann                                     | Da der Stein am 11.11.2019 nicht verlegt werden konnte, wird er im Stadtarchiv aufbewahrt. Am 29. Juni 2020 wurde dann ein Stein mit geänderter Inschrift an der Einmündung Mühlenstraße auf dem Gehweg der Grummer Straße verlegt. |
| Hans-Schalla-Platz ·                                                                                         | 1 | 4. Nov. 2004 | TERKA CSILLAG SCHAUSPIELERIN DEPORTIERT THERESIENSTADT SELBSTMORD 1942 (1867–1942) | Stolperstein für Terka Csillag                                        | |
| Hans-Schalla-Platz ·                                                                                         | | DR. HANS BUXBAUM JG. 1893 REGISSEUR ENTLASSEN 1933 BERUFSVERBOT UNFREIWILLIG VERZOGEN 1938 HAMBURG FLUCHT 1938 ENGLAND                                                   | |                                                                       | |
| Hattinger Straße 51 ·                                                                                        | 141 | 19. Sep. 2011 | HIER WOHNTE GEORG BEERWALD JG. 1876 DEPORTIERT 1942 TOT 1942 IN SOBIBOR | Stolperstein für Georg Beerwald                                       | |
| Hattinger Straße 51 ·                                                                                        | 142 | 19. Sep. 2011 | HIER WOHNTE SIDONIE BEERWALD GEB. JOSEPH JG. 1882 DEPORTIERT 1942 TOT 1942 IN GHETTO ZAMOSC | Stolperstein für Sidonie Beerwald                                     | |
| Hattinger Straße 63 ·                                                                                        | 254 | 11. Nov. 2019 | HIER WOHNTE IRMGARD STALLBERG GEB. SCHWARZ JG. 1895 DEPORTIERT SCHICKSAL UNBEKANNT | Stolperstein für Irmgard Stallberg geb. Schwarz                       | |
| Hellweg 9 ·                                                                                                  | | | HIER WOHNTE MAX MISCHKOWSKI JG. 1882 'SCHUTZHAFT' 1938 KZ SACHSENHAUSEN FLUCHT 1939 BELGIEN INTERNIERT 1940 MEHRERE LAGER FRANKREICH 1941 USA | Stolperstein Bochum Hellweg 9 Max Mischkowski                         | |
| Hellweg 9 ·                                                                                                  | | | HIER WOHNTE HANNA MISCHKOWSKI GEB. SEIDEMANN JG. 1894 FLUCHT 1939 BELGIEN 1940 FRANKREICH 1941 USA | Stolperstein Bochum Hellweg 9 Hanna Mischkowski                       | |
| Hellweg 9 ·                                                                                                  | | | HIER WOHNTE FRED MISCHKOWSKI JG. 1920 FLUCHT 1937 USA | Stolperstein Bochum Hellweg 9 Fred Mischkowski                        | |
| Hellweg 9 ·                                                                                                  | | | HIER WOHNTE SENTA MISCHKOWSKI VERH. CANN JG. 1920 FLUCHT 1939 BELGIEN 1940 FRANKREICH 1941 USA | Stolperstein Bochum Hellweg 9 Senta Mischkowski                       | |
| Hellweg 9 ·                                                                                                  | | | HIER WOHNTE HELGA MISCHKOWSKI JG. 1928 FLUCHT 1939 BELGIEN 1940 FRANKREICH 1941 USA | Stolperstein Bochum Hellweg 9 Helga Mischkowski                       | |
| Hermannshöhe ·                                                                                               | | | HIER WOHNTE HEINRICH SCHMITZ JG. 1910 IM WIDERSTAND/SPD VERHAFTET 1933 SA KELLER GEFOLTERT/VERGIFTET 25.4.1933 |                                                                       | |
| Hermannshöhe 36 ·                                                                                            | 88 | 20. Okt. 2008 | HIER WOHNTE HEDWIG BUSCHHOFF JG. 1879 ??? | Stolperstein für Hedwig Buschhoff                                     | |
| Hermannshöhe 36 ·                                                                                            | 180 | 10. Dez. 2014 | HIER WOHNTE FRANZ JOSEPH KOCH JG. 1916 VERHAFTET 1940 'VERURTEILT §175' MOORLAGER ESTERWEGEN 1942 TORGAU-FORT ZINNA NISH-KRASNOJE ERMORDET 27.8.1943 | Stolperstein Bochum Hermannshöhe 36 Franz Joseph Koch                 | |
| Herner Straße/A43 ·                                                                                          | 177 | 17. Sep. 2013 | HIER WOHNTE MICHAEL WEYERER JG. 1904 VERHAFTET U-HAFT BOCHUM TOT 4.11.1944 | Stolperstein für Michael Weyerer                                      | |
| Huestraße 28 · (früher 16) ·                                                                                 | 37 | 22. Nov. 2006 | HIER LEHRTE ELSE HIRSCH JG. 1889 DEPORTIERT 1942 ERMORDET IN RIGA | Stolperstein für Else Hirsch                                          | |
| Huestraße 28 · (früher 16) ·                                                                                 | 215 | 30. Jan. 2017 | HIER WOHNTE JAKOB WOLFF JG. 1874 DEPORTIERT 1942 ZAMOSC ERMORDET | Stolperstein für Jakob Wolff                                          | |
| Huestraße 28 · (früher 16) ·                                                                                 | 216 | 30. Jan. 2017 | HIER WOHNTE KAROLINE WOLFF GEB. MICHEL JG. 1880 DEPORTIERT 1942 ZAMOSC ERMORDET | Stolperstein für Karoline Wolff geb. Michel                           | |
| Huestraße 28 · (früher 16) ·                                                                                 | 217 | 30. Jan. 2017 | HIER WOHNTE ERNST WOLFF JG. 1908 EINGEWIESEN 1940 HEILANSTALT EICKELBORN HEILANSTALT LANGENHORN DEPORTIERT 1942 ERMORDET IN AUSCHWITZ | Stolperstein für Ernst Wolff                                          | |
| Huestraße 28 · (früher 16) ·                                                                                 | 218 | 30. Jan. 2017 | HIER WOHNTE MAX WOLFF JG. 1906 FLUCHT 1937 LUXEMBURG FRANKREICH VERHAFTET 1937 ZWANGSVERPFLICHTET FREMDENLEGION ÜBERLEBT | Stolperstein für Ernst Wolff                                          | |
| Josephstraße 41 ·                                                                                            | 126 | 4. Okt. 2010 | HIER WOHNTE HANS ANZEL JG. 1911 VERHAFTET SACHSENHAUSEN TOT 1943 | Stolperstein für Hans Anzel                                           | |
| Kanalstraße 3 ·                                                                                              | 121 | 4. Okt. 2010 | HIER WOHNTE CILLY BENJAMIN GEB. BUXBAUM JG. 1882 DEPORTIERT 1942 ERMORDET 1943 IN RIGA | Stolperstein für Cilly Benjamin                                       | |
| Kanalstraße 16 ·                                                                                             | 27 | 31. Mai 2006 | HIER WOHNTE PAUL SCHÜLER JG. 1878 DEPORTIERT RIGA ??? | Stolperstein für Paul Schüler                                         | |
| Kanalstraße 16 ·                                                                                             | 28 | 31. Mai 2006 | HIER WOHNTE CLOTHILDE SCHÜLER GEB. LAZARO JG. 1880 DEPORTIERT RIGA ??? | Stolperstein für Clothilde Schüler                                    | |
| Königsallee 16 ·                                                                                             | 41 | 22. Nov. 2006 | HIER WOHNTE MEIER BRECHER JG. 1887 AUSGEWIESEN 1938 POLEN FLUCHT UDSSR TOT 1942 IM GEFÄNGNIS | Stolperstein für Meier Brecher                                        | |
| Kohlenstraße ·                                                                                               | | 14. Sep. 2018 | JUNI 1944 - MÄRZ 1945 BIS ZU 2000 HÄFTLINGE MUSSTEN HIER IM AUSSENLAGER DES KZ BUCHENWALD ZWANGSARBEIT LEISTEN SIE ARBEITETEN IN DER RÜSTUNGSPRODUKTION DES BOCHUMER VEREINS DURCH UNMENSCHLICHE ARBEITS- UND LEBENSBEDINGUNGEN, MISSHANDLUNGEN UND BOMBENANGRIFFE FANDEN VIELE DEN TOD                  |                                                                       | |
| Kortenpfad 3 ·                                                                                               | | | HIER WOHNTE MOSES BRECHNER JG. 1887 FLUCHT 1933 POLEN DEPORTIERT GHETTO SOSNOWITZ WEITER DEPORTIERT ERMORDET |                                                                       | |
| Kortenpfad 3 ·                                                                                               | HIER WOHNTE ITA RACHEL BRECHNER GEB. ROSENKRANZ JG. 1900 FLUCHT 1933 POLEN DEPORTIERT GHETTO SOSNOWITZ WEITER DEPORTIERT ERMORDET                           | | |                                                                       | |
| Kortenpfad 3 ·                                                                                               | HIER WOHNTE MIRLA BRECHNER JG. 1918 FLUCHT 1933 POLEN DEPORTIERT GHETTO SOSNOWITZ WEITER DEPORTIERT ERMORDET                                                | | |                                                                       | |
| Kortenpfad 3 ·                                                                                               | HIER WOHNTE ESTER CHAJA BRECHNER JG. 1922 FLUCHT 1933 POLEN DEPORTIERT GHETTO SOSNOWITZ WEITER DEPORTIERT ERMORDET                                          | | |                                                                       | |
| Kortenpfad 3 ·                                                                                               | HIER WOHNTE SARA BRECHNER JG. 1917 FLUCHT 1933 POLEN DEPORTIERT GHETTO SOSNOWITZ WEITER DEPORTIERT ERMORDET                                                 | | |                                                                       | |
| Kortenpfad 3 ·                                                                                               | HIER WOHNTE RAFAEL JOJNE BRECHNER JG. 1919 FLUCHT 1933 POLEN DEPORTIERT GHETTO SOSNOWITZ WEITER DEPORTIERT ERMORDET                                         | | |                                                                       | |
| Kortenpfad 3 ·                                                                                               | HIER WOHNTE BARUCH BERNHARD BRECHNER JG. 1922 FLUCHT 1933 POLEN DEPORTIERT GHETTO SOSNOWITZ GROSS-ROSEN TODESMARSCH BEFREIT KRETSCHAMBERG                   | | |                                                                       | |
| Kortenpfad 3 ·                                                                                               | HIER WOHNTE LILI BRECHNER VERH. KRANNER JG. 1927 FLUCHT 1933 POLEN DEPORTIERT GHETTO SOSNOWITZ ZWANGSARBEIT 1943 BERGEN-BELSEN BEFREIT                      | | |                                                                       | |
| Kortumstraße 6 ·                                                                                             | 55 | 11. Mai 2007 | HIER WOHNTE WALTER HEILBRONN JG. 1911 DEPORTIERT 1943 ERMORDET IN AUSCHWITZ | Stolperstein für Walter Heilbronn                                     | |
| Kortumstraße 6 ·                                                                                             | 56 | 11. Mai 2007 | HIER WOHNTE ELFRIEDE HEILBRONN GEB. STERNBERG JG. 1868 DEPORTIERT 1942 THERESIENSTADT ERMORDET IN TREBLINKA | Stolperstein für Elfriede Heilbronn                                   | |
| Kortumstraße 65 ·                                                                                            | 116 | 4. Okt. 2010 | HIER WOHNTE ISABELLA ELSE WALD GEB. WILLSTÄDT JG. 1883 DEPORTIERT 1942 ZAMOSC ??? | Stolperstein für Isabella Else Wald                                   | |
| Kortumstraße 65 ·                                                                                            | 117 | 4. Okt. 2010 | HIER WOHNTE RICHARD WALD JG. 1875 DEPORTIERT 1942 THERESIENSTADT ERMORDET 1942 | Stolperstein für Richard Wald                                         | |
| Kortumstraße 68 ·                                                                                            | 292 | 8. Okt. 2020 | HIER WOHNTE THEODOR WELBHOFF JG. 1916 SEIT 1935 MEHRERE HEILANSTALTEN 'VERLEGT' 19.8.1941 HADAMAR ERMORDRT 19.8.1941 'AKTION T4' | Stolperstein Bochum Kortumstraße 68 Theodor Welbhoff                  | |
| Kortumstraße 71 ·                                                                                            | 110 | 30. Okt. 2009 | HIER WOHNTE LEO MARX JG. 1895 DEPORTIERT 1942 RIGA ERMORDET 1942 | Stolperstein für Leo Marx                                             | |
| Kortumstraße 71 ·                                                                                            | 111 | 30. Okt. 2009 | HIER WOHNTE ELSE MARX JG. 1901 DEPORTIERT 1942 RIGA ERMORDET 1944 IN STUTTHOF | Stolperstein für Else Marx                                            | |
| Kortumstraße 71 ·                                                                                            | 112 | 30. Okt. 2009 | HIER WOHNTE GERDA MARX JG. 1931 DEPORTIERT 1943 SOBIBOR ERMORDET 1943 | Stolperstein für Gerda Marx                                           | |
| Kortumstraße 71 ·                                                                                            | 113 | 30. Okt. 2009 | HIER WOHNTE RUTH MARX JG. 1927 DEPORTIERT 1943 SOBIBOR ERMORDET 1943 | Stolperstein für Ruth Marx                                            | |
| Kortumstraße 76 ·                                                                                            | 226 | 22. Nov. 2006 | HIER WOHNTE HEDWIG STERN JG. 1875 DEPORTIERT 1942 ZAMOSC ERMORDET | Stolperstein für Hedwig Stern                                         | |
| Kortumstraße 103 ·                                                                                           | 237 | 19. Okt. 2018 | HIER WOHNTE JULIUS SPIEGEL JG. 1872 DEPORTIERT 1942 ZAMOSC ERMORDET | Stolperstein für Julius Spiegel                                       | |
| Kortumstraße 103 ·                                                                                           | 238 | 19. Okt. 2018 | HIER WOHNTE ELLEN SPIEGEL JG. 1906 DEPORTIERT 1942 RIGA ERMORDET | Stolperstein für Ellen Spiegel                                        | |
| Kortumstraße 103 ·                                                                                           | 239 | 19. Okt. 2018 | HIER WOHNTE DINA SPIEGEL GEB. LOEWENBACHJG. 1906 JG. 1873 DEPORTIERT 1942 ZAMOSC ERMORDET | Stolperstein für Dina Spiegel                                         | |
| Kortumstraße 112 ·                                                                                           | 42 | 22. Nov. 2006 | HIER WOHNTE FERDINAND STERNBERG DEPORTIERT ERMORDET 1942 IN RIGA | Stolperstein für Ferdinand Sternberg                                  | |
| Kortumstraße 112 ·                                                                                           | 43 | 22. Nov. 2006 | HIER WOHNTE ELLA STERNBERG GEB. KAUFMANN JG. 1884 DEPORTIERT RIGA ERMORDET 1943 IN AUSCHWITZ | Stolperstein für Ella Sternberg                                       | |
| Kortumstraße 131 ·                                                                                           | 38 | 22. Nov. 2006 | HIER WOHNTE ERICH LEWKONJA JG. 1883 DEPORTIERT 1942 ERMORDET IN AUSCHWITZ | Stolperstein für Erich Lewkonja                                       | |
| Kortumstraße 131 ·                                                                                           | 39 | 22. Nov. 2006 | HIER WOHNTE IRMA LEWKONJA GEB. AUERBACH JG. 1893 DEPORTIERT THERESIENSTADT ERMORDET IN AUSCHWITZ | Stolperstein für Irma Lewkonja Geb. Auerbach                          | |
| Kortumstraße 131 ·                                                                                           | 40 | 22. Nov. 2006 | HIER WOHNTE HEINZ LEWKONJA JG. 1926 ??? | Stolperstein für Heinz Lewkonja                                       | |
| Kreuzstraße 13 ·                                                                                             | 164 | 17. Sep. 2013 | HIER WOHNTE DAVID JACOB JG. 1883 DEPORTIERT 1942 ZAMOSC SCHICKSAL UNBEKANNT | Stolperstein für David Jacob                                          | |
| Kreuzstraße 13 ·                                                                                             | 165 | 17. Sep. 2013 | HIER WOHNTE FRIEDA JACOB GEB. BUXBAUM JG. 1890 DEPORTIERT 1942 ZAMOSC SCHICKSAL UNBEKANNT | Stolperstein für Frieda Jacob geb. Buxbaum                            | |
| Kreuzstraße 13 ·                                                                                             | 166 | 17. Sep. 2013 | HIER WOHNTE THEA JACOB JG. 1923 DEPORTIERT 1942 ZAMOSC SCHICKSAL UNBEKANNT | Stolperstein für Thea Jacob                                           | |
| Kronenstraße 41 ·                                                                                            | 291 | 12. Aug. 2021 | HIER WOHNTE GERHARD KREBS JG. 1907 DENUNZIERT VERHAFTET 1936 VERURTEILT 75 1936 GEFÄNGNIS BOCHUM TOT 7.2.1939 AKTENVERMERK SELBSTMORD | Stolperstein Bochum Kronenstraße 41 Gerhard Krebs                     | |
| Kronenstraße 41 ·                                                                                            | | HIER WOHNTE FRITZ GOLTERMANN JG. 1909 VERHAFTET 19.11.1936 GEFÄNGNIS BOCHUM 1.2.1937 VERURTEILT §175 GEFÄNGNIS GELSENKIRCHEN ENTLASSEN 16.2.1938                         | |                                                                       | |
| Kronenstraße 41 ·                                                                                            | HIER WOHNTE WILLI SCHLÜTER JG. 1917 VERHAFTET 21.11.1936 LANDGERICHT BOCHUM 1.2.1937 VERURTEILUNG §175 AUSGESETZT ZUR BEWÄHRUNG                             | | |                                                                       | |
| Kronenstraße 41 ·                                                                                            | HIER WOHNTE THEODOR BROCKMANN JG. 1899 VERHAFTET 20.8.1936 VERURTEILT §175 LANDGERICHT BOCHUM SCHICKSAL UNBEKANNT                                           | | |                                                                       | |
| Kurt-Schumacher-Platz 12 ·                                                                                   | 57 | 11. Mai 2007 | HIER WOHNTE JAKOB STERN JG. 1868 DEPORTIERT 1942 THERESIENSTADT ERMORDET IN TREBLINKA | Stolperstein für Jakob Stern                                          | |
| Kurt-Schumacher-Platz 12 ·                                                                                   | 58 | 11. Mai 2007 | HIER WOHNTE FANNY STERN GEB. MANDELBAUM JG. 1870 DEPORTIERT 1942 THERESIENSTADT ERMORDET IN TREBLINKA | Stolperstein für Fanny Stern                                          | |
| Laerstraße 66 ·                                                                                              | 259 | 11. Nov. 2019 | HIER WOHNTE HANS SIPPEL JG. 1914 EINGEWIESEN HEILANSTALT HERBORN 'VERLEGT' 28.2.1941 HADAMAR ERMORDET 28.2.1941 'AKTION T4' | Stolperstein für Hans Sippel                                          | |
| Luisenstraße 15 ·                                                                                            | 170 | 17. Sep. 2013 | HIER WOHNTE ADOLF GOTTSCHALK JG. 1868 FLUCHT 1939 HOLLAND INTERNIERT WESTERBROK DEPORTIERT 1944 THERESIENSTADT ERMORDET 7.7.1944 AUSCHWITZ | Stolperstein für Adolf Gottschalk                                     | |
| Luisenstraße 15 ·                                                                                            | 171 | 17. Sep. 2013 | HIER WOHNTE LINA GOTTSCHALK GEB. BLUMENTHAL JG. 1874 FLUCHT 1939 HOLLAND INTERNIERT WESTERBROK DEPORTIERT 1944 THERESIENSTADT ERMORDET 7.7.1944 AUSCHWITZ | Stolperstein für Lina Gottschalk                                      | |
| Luisenstraße 15 ·                                                                                            | 172 | 17. Sep. 2013 | HIER WOHNTE ROSA GOTTSCHALK GEB. STRAUSS JG. 1874 FLUCHT 1938 HOLLAND INTERNIERT WESTERBROK DEPORTIERT 1944 THERESIENSTADT ERMORDET 6.10.1944 AUSCHWITZ | Stolperstein für Rosa Gottschalk                                      | |
| Luisenstraße 15 ·                                                                                            | 173 | 17. Sep. 2013 | HIER WOHNTE RENÉE GOTTSCHALK JG. 1941 INTERNIERT WESTERBROK DEPORTIERT 1944 THERESIENSTADT ERMORDET 6.10.1944 AUSCHWITZ | Stolperstein für Renée Gottschalk                                     | |
| Luisenstraße 15 ·                                                                                            | 174 | 17. Sep. 2013 | HIER WOHNTE ERICH GOTTSCHALK JG. 1906 FLUCHT HOLLAND INTERNIERT WESTERBROK DEPORTIERT 1944 THERESIENSTADT AUSCHWITZ BEFREIT / ÜBERLEBT | Stolperstein für Erich Gottschalk                                     | |
| Massenbergstraße 28 ·                                                                                        | 229 | 20. Okt. 2017 | HIER WOHNTE HEINRICH BARENBERG JG. 1905 VERHAFTET 1936 ANGEKLAGT $175 FLUCHT 1936 BELGIEN | Stolperstein für Heinrich Barenberg                                   | |
| Maxstraße 7/9 ·                                                                                              | 277 | 8. Okt. 2020 | MAXSTR. 10 WOHNTE ERICH SCHRÖDER JG. 1896 IM WIDERSTAND/KPD VERHAFTET 1936 'VORBEREITUNG HOCHVERRAT' ZUCHTHAUS BOCHUM SCHWER MISSHANDELT KRANKENHAUS BOCHUM TOT 8.2.1937 | Stolperstein Bochum Maxstraße 10 Erich Schröder                       | |
| Maxstraße (ehemals 16) ·                                                                                     | 140 | 19. Sep. 2011 | HIER WOHNTE KARL KIRSCH JG. 1916 ZEUGE JEHOVAS ERMORDET 1938 IM GESTAPO GEWAHRSAM POLIZEIPRÄSIDIUM BOCHUM | Stolperstein für Karl Kirsch                                          | |
| Maxstraße 11/13 ·                                                                                            | 2 | 4. Nov. 2004 | HIER WOHNTE RUTH SALOMON GEB. MENZEL JG. 1918 DEPORTIERT 1943 ERMORDET IN AUSCHWITZ | Stolperstein für Ruth Salomon                                         | |
| Maxstraße 11/13 ·                                                                                            | 286 | 8. Okt. 2020 | HIER WOHNTE KARL-HEINZ MENZEL JG. 1922 MIT HILFE FLUCHT 1939 HOLLAND MIT HILFE ÜBERLEBT | Stolperstein Bochum Maxstraße 13 Karl-Heinz Menzel                    | |
| Meesmannstraße 113 ·                                                                                         | 249 | 11. Nov. 2019 | HIER WOHNTE MICHAEL LISITZKI JG. 1887 IN BOCHUM 1933 VERHAFTET, MISSHANDELT ERMORDET 18.10.1933 |                                                                       | |
| Neustraße 17 ·                                                                                               | 89 | 20. Okt. 2008 | HIER WOHNTE ALBERT ROSENBERG JG. 1874 DEPORTIERT 1942 RICHTUNG OSTEN ??? | Stolperstein für Albert Rosenberg                                     | |
| Neustraße 17 ·                                                                                               | 90 | 20. Okt. 2008 | HIER WOHNTE EMILIE ROSENBERG GEB. SCHMITZ JG. 1878 DEPORTIERT 1942 RICHTUNG OSTEN ??? | Stolperstein für Emilie Rosenberg                                     | |
| Nordring 50 ·                                                                                                | 188 | 10. Dez. 2014 | HIER WOHNTE WALTER ROSENTHAL JG. 1893 DEPORTIERT 1942 ZAMOSC SCHICKSAL UNBEKANNT | Stolperstein Bochum Nordring 50 Walter, Hildegard und Fritz Rosenthal | |
| Nordring 50 ·                                                                                                | 189 | 10. Dez. 2014 | HIER WOHNTE HILDEGARD ROSENTHAL GEB. SCHWARZ JG. 1895 DEPORTIERT 1942 ZAMOSC SCHICKSAL UNBEKANNT | Stolperstein Bochum Nordring 50 Hildegard Rosenthal                   | |
| Nordring 50 ·                                                                                                | 190 | 10. Dez. 2014 | HIER WOHNTE FRITZ ROSENTHAL JG. 1931 DEPORTIERT 1942 ZAMOSC SCHICKSAL UNBEKANNT | Stolperstein Bochum Nordring 50 Fritz Rosenthal                       | |
| Oskar-Hoffmann-Straße 124 ·                                                                                  | 266 | 8. Okt. 2020 | HIER WOHNTE FRANZ VOGT JG. 1899 FLUCHT 1933 SAARGEBIET HOLLAND FLUCHT IN DEN TOD 14.5.1940 AMSTERDAM | Stolperstein Bochum Oskar-Hoffmann-Straße 124 Franz Vogt              | |
| Ostring 22 ·                                                                                                 | 168 | 17. Sep. 2013 | HIER WOHNTE EMIL VAN GELDERN JG. 1877 DEPORTIERT 1942 THERESIENSTADT TOT 17.8.1942 | Stolperstein für Emil van Geldern                                     | |
| Ostring 22 ·                                                                                                 | 169 | 17. Sep. 2013 | HIER WOHNTE IDA VAN GELDERN GEB. STERN JG. 1882 DEPORTIERT 1942 ZAMOSC SCHICKSAL UNBEKANNT | Stolperstein für Ida van Geldern                                      | |
| Platz am Kuhhirten, ehemals Alter Markt 10 ·                                                                 | 195 | 25. Nov. 2015 | HIER WOHNTE SZEINDEL BRAND GEB. ADER JG. 1890 'POLENAKTION' 1938 BENTSCHEN / ZBASZYN ERMORDET IM BESETZTEN POLEN | Stolperstein Bochum 195 Platz am Kuhhirten Szeindel Brand             | |
| Platz am Kuhhirten, ehemals Alter Markt 10 ·                                                                 | 196 | 25. Nov. 2015 | HIER WOHNTE SIMON BRAND JG. 1886 'POLENAKTION' 1938 BENTSCHEN / ZBASZYN ERMORDET IM BESETZTEN POLEN | Stolperstein Bochum 196 Platz am Kuhhirten Simon Brand                | |
| Poststraße 102 ·                                                                                             | 233 | 24. Jan. 2018 | HIER WOHNTE JOSEF LANGNER JG. 1900 IM WIDERSTAND VERHAFTET 1942 'VORBEREITUN ZUM HOCHVERRAT' TODESURTEIL 17.9.1943 HINGERICHTET 13.12.1943 BRANDENBURG-GÖRDEN |                                                                       | |
| Querenburger Straße 15 ·                                                                                     | 150 | 21. Sep. 2012 | HIER WOHNTE DAVID DANIEL FEIGMANN JG. 1887 POLENAKTION 1938 ZBASZYN SCHICKSAL UNBEKANNT | Stolperstein für David Daniel Feigmann                                | |
| Querenburger Straße 15 ·                                                                                     | 151 | 21. Sep. 2012 | HIER WOHNTE GÜNTER FEIGMANN JG. 1927 POLENAKTION 1938 ZBASZYN SCHICKSAL UNBEKANNT | Stolperstein für Guenther Feigmann                                    | |
| Querenburger Straße 15 ·                                                                                     | 152 | 21. Sep. 2012 | HIER WOHNTE HARALD FEIGMANN JG. 1923 POLENAKTION 1938 ZBASZYN ERMORDET IN AUSCHWITZ | Stolperstein für Harald Feigmann                                      | |
| Querenburger Straße 15 ·                                                                                     | 153 | 21. Sep. 2012 | HIER WOHNTE KLARA FRIED FEIGMANN GEB. LEBER JG. 1891 POLENAKTION 1938 ZBASZYN ERMORDET IN AUSCHWITZ | Stolperstein für Klara Feigmann geb. Leber                            | |
| Querenburger Straße 15 ·                                                                                     | 154 | 21. Sep. 2012 | HIER WOHNTE WALDEMAR FEIGMANN JG. 1928 POLENAKTION 1938 ZBASZYN SCHICKSAL UNBEKANNT | Stolperstein für Waldemar Feigmann                                    | |
| Querenburger Straße 24 ·                                                                                     | 29 | 31. Mai 2006 | HIER WOHNTE WILHELM NAFTALIE JG. 1890 DEPORTIERT NACH POLEN ??? | Stolperstein für Wilhelm Naftalie                                     | |
| Querenburger Straße 24 ·                                                                                     | 30 | 31. Mai 2006 | HIER WOHNTE HANS CLAUS NAFTALIE JG. 1930 DEPORTIERT NACH SOBIBOR ??? | Stolperstein für Hans Claus Naftalie                                  | |
| Rathaus · | 20 | 31. Mai 2006 | HIER WIRKTE DR. OTTO RUER JG. 1879 OBERBÜRGERMEISTER 1925-1933 FLUCHT IN DEN TOD | Stolperstein für Dr. Otto Ruer                                        | |
| Richardstraße 49 ·                                                                                           | 105 | 30. Okt. 2009 | HIER WOHNTE JOSEF ROSENSTEIN JG. 1909 DEPORTIERT 1943 AUSCHWITZ TOT 1943 | Stolperstein für Josef Rosenstein                                     | |
| Robertstraße 26 ·                                                                                            | 135 | 19. Sep. 2011 | HIER WOHNTE ERICH POLLACK JG. 1896 DEPORTIERT 1942 THERESIENSTADT ERMORDET 1944 IN AUSCHWITZ | Stolperstein für Erich Pollack                                        | |
| Robertstraße 26 ·                                                                                            | 136 | 19. Sep. 2011 | HIER WOHNTE GRETE POLLACK GEB. ALEXANDER JG. 1899 DEPORTIERT 1942 TOT 1944 IN THERESIENSTADT | Stolperstein für Grete Pollack                                        | |
| Robertstraße 26 ·                                                                                            | 137 | 19. Sep. 2011 | HIER WOHNTE KURT POLLACK JG. 1924 FLUCHT HOLLAND INTERNIERT 1943 WESTERBROK DEPORTIERT 1944 THERESIENSTADT ERMORDET 1944 IN AUSCHWITZ | Stolperstein für Kurt Pollack                                         | |
| Robertstraße 26 ·                                                                                            | 138 | 19. Sep. 2011 | HIER WOHNTE PAUL POLLACK JG. 1928 DEPORTIERT 1942 TOT 1943 in THERESIENSTADT | Stolperstein für Paul Pollack                                         | |
| Scharnhorststraße 2 ·                                                                                        | 44 | 22. Nov. 2006 | HIER WOHNTE BERTA SACHS JG. 1869 DEPORTIERT 1942 THERESIENSTADT ERMORDET IN MINSK | Stolperstein für Berta Sachs                                          | |
| Scharnhorststraße 2 ·                                                                                        | 45 | 22. Nov. 2006 | HIER WOHNTE HELENE SACHS JG. 1867 DEPORTIERT 1942 THERESIENSTADT ERMORDET IN MINSK | Stolperstein für Helene Sachs                                         | |
| Scharnhorststraße 4 · Stolpersteinlage Bochum Scharnhorststraße 4 · Stolpersteine Bochum Scharnhorststraße 4 | 287 | 8. Okt. 2020 | HIER WOHNTE ALFRED BAUMGARTEN JG. 1909 FLUCHT 1933 HOLLAND MIT HILFE ÜBERLEBT | Stolperstein Bochum Scharnhorststraße 4 Alfred Baumgarten             | |
| Scharnhorststraße 4 · Stolpersteinlage Bochum Scharnhorststraße 4 · Stolpersteine Bochum Scharnhorststraße 4 | 288 | 8. Okt. 2020 | HIER WOHNTE JOHANNA BAUMGARTEN GEB. NEUBECK JG. 1884 FLUCHT 1936 HOLLAND INTERNIERT WESTERBROK DEPORTIERT 1943 SOBIBOR ERMORDET 21.5.1943 | Stolperstein Bochum Scharnhorststraße 4 Johanna Baumgarten            | |
| Scharnhorststraße 4 · Stolpersteinlage Bochum Scharnhorststraße 4 · Stolpersteine Bochum Scharnhorststraße 4 | 289 | 8. Okt. 2020 | HIER WOHNTE SIEGFRIED BAUMGARTEN JG. 1878 FLUCHT 1936 HOLLAND INTERNIERT WESTERBROK DEPORTIERT 1943 SOBIBOR ERMORDET 21.5.1943 | Stolperstein Bochum Scharnhorststraße 4 Siegfried Baumgarten          | |
| Scharnhorststraße 4 · Stolpersteinlage Bochum Scharnhorststraße 4 · Stolpersteine Bochum Scharnhorststraße 4 | 290 | 8. Okt. 2020 | HIER WOHNTE WERNER BAUMGARTEN JG. 1913 FLUCHT 1935 PARAGUAY | Stolperstein Bochum Scharnhorststraße 4 Werner Baumgarten             | |
| Schmidtstraße 87 ·                                                                                           | | | HIER WOHNTE KARL LUSTMANN JG. 1883 'POLENAKTION' 1938 BENTSCHEN/ZBASZYN SCHICKSAL UNBEKANNT |                                                                       | |
| Schmidtstraße 87 ·                                                                                           | HIER WOHNTE LEA LUSTMANN GEB. ROTBAUM JG. 1888 BENTSCHEN/ZBASZYN SCHICKSAL UNBEKANNT                                                                        | | |                                                                       | |
| Schmidtstraße 87 ·                                                                                           | HIER WOHNTE ADELA LUSTMANN JG. 1920 BENTSCHEN/ZBASZYN SCHICKSAL UNBEKANNT                                                                                   | | |                                                                       | |
| Schmidtstraße 87 ·                                                                                           | HIER WOHNTE SUZANNE LUSTMANN JG. 1921 BENTSCHEN/ZBASZYN SCHICKSAL UNBEKANNT                                                                                 | | |                                                                       | |
| Schmidtstraße 87 ·                                                                                           | HIER WOHNTE MAX LUSTMANN JG. 1923 FLUCHT 1939 MIT HILFE ENGLAND                                                                                             | | |                                                                       | |
| Schützenbahn 5 ·                                                                                             | 6 | 18. Nov. 2005 | HIER WOHNTE ELSE HÄHNLEIN JG. 1879 DEPORTIERT 1942 RIGA FÜR TOT ERKLÄRT | Stolperstein für Else Hähnlein                                        | |
| Springerplatz 29 ·                                                                                           | 25 | 31. Mai 2006 | HIER WOHNTE SOPHIA BLOCK JG. 1907 FLUCHT HOLLAND DEPORTIERT SOBIBOR ??? | Stolperstein für Sophia Block                                         | |
| Springerplatz 29 ·                                                                                           | 26 | 31. Mai 2006 | HIER WOHNTE ALBERT BLOCK JG. 1907 FLUCHT HOLLAND DEPORTIERT WESTERBROK ??? | Stolperstein für Albert Block                                         | |
| Steinring 34, Christ-König-Kirche ·                                                                          | 76 | 2. Nov. 2007 | HIER WOHNTE PATER ROMANUS BANGE JG. 1880 WÄHREND HAUSDURCHSUCHUNG VON GESTAPO MISSHANDELT TOT 21.7.1941 | Stolperstein für Romanus Bange                                        | |
| Stolzestraße 1 ·                                                                                             | 255 | 11. Nov. 2019 | HIER WOHNTE SIEGMUND KURZBERG JG. 1892 FLUCHT 1933 CIESZYN 1939 OSTGALIZIEN ZWANGSARBEIT 1940 LAGER TAWDA 1941 LAGER OSCH ERMORDET 3.3.1943 | Stolperstein für Siegmund Kurzberg                                    | |
| Stolzestraße 1 ·                                                                                             | 256 | 11. Nov. 2019 | HIER WOHNTE JETTI KURZBERG GEB. LIEBER JG. 1897 FLUCHT 1933 CIESZYN TOT 1936 | Stolperstein für Jetti Kurzberg geb. Lieber                           | |
| Stolzestraße 1 ·                                                                                             | 257 | 11. Nov. 2019 | HIER WOHNTE HERMANN KURZBERG JG. 1923 FLUCHT 1933 CIESZYN 1939 OSTGALIZIEN ZWANGSARBEIT 1940 LAGER TAWDA ROTE ARMEE 1941 TOT 8.5.1945 KOTTMARSDORF | Stolperstein für Hermann Kurzberg                                     | |
| Stolzestraße 1 ·                                                                                             | 258 | 11. Nov. 2019 | HIER WOHNTE NORBERT KURZBERG JG. 1929 FLUCHT 1933 CIESZYN 1939 OSTGALIZIEN ZWANGSARBEIT 1940 LAGER TAWDA 1941 LAGER OSCH ÜBERLEBT | Stolperstein für Norbert Kurzberg                                     | |
| Südring 21 ·                                                                                                 | 240 | 19. Sep. 2018 | HIER WOHNTE KARL HIRSCHBERGER JG. 1893 'SCHUTZHAFT' 1938 SACHSENHAUSEN DEPORTIERT 1942 RIGA 1944 BUCHENWALD ERMORDET | Stolperstein Karl Hirschberger                                        | |
| Südring 21 ·                                                                                                 | 241 | 19. Sep. 2018 | HIER WOHNTE ROSA HIRSCHBERGER GEB. KAUFMANN JG. 1887 DEPORTIERT 1942 RIGA ERMORDET | Stolperstein Rosa Hirschberger                                        | |
| Südring 21 ·                                                                                                 | 242 | 19. Sep. 2018 | HIER WOHNTE KURT HEINZ HIRSCHBERGER JG. 1923 FLUCHT 1939 HOLLAND INTERNIERT WESTERBORK DEPORTIERT 1942 RIGA 1944 STUTTHOF ERMORDET 23.8.1944 | Stolperstein Kurt Heinz Hirschberger                                  | |
| Südring Ecke · Brüderstraße 2 ·                                                                              | 185 | 10. Dez. 2014 | HIER WOHNTE JENNY SCHWARZ GEB. LINDENBAUM JG. 1866 DEPORTIERT 1942 THERESIENSTADT ERMORDET 1942 | Stolperstein Bochum Südring Ecke Brüderstraße 2 Jenny Schwarz         | |
| Südring / Universitätsstraße (1938 Brüderstraße 32) ·                                                        | 61 | 11. Mai 2007 | HIER WOHNTE ALFRED LEWKONJA JG. 1889 DEPORTIERT 1942 THERESIENSTADT ERMORDET IN AUSCHWITZ | Stolperstein für Alfred Lewkonja                                      | |
| Südring / Universitätsstraße (1938 Brüderstraße 32) ·                                                        | 62 | 11. Mai 2007 | HIER WOHNTE MARGARETHE LEWKONJA GEB. LEWKONJA JG. 1890 DEPORTIERT 1942 THERESIENSTADT ERMORDET IN AUSCHWITZ | Stolperstein für Margarethe Lewkonja                                  | |
| Theodor-Imberg-Straße 8 ·                                                                                    | 278 | 8. Okt. 2020 | HIER WOHNTE ÄNNE KAPPIUS GEB. EBBERS JG. 1906 IM WIDERSTAND / ISK FLUCHT 1937 SCHWEIZ | Stolperstein Bochum Theodor-Imberg-Straße 8 Änne Kappius              | |
| Theodor-Imberg-Straße 8 ·                                                                                    | 279 | 8. Okt. 2020 | HIER WOHNTE JOSEF KAPPIUS JG. 1907 IM WIDERSTAND / ISK FLUCHT 1937 SCHWEIZ, FRANKREICH ENGLAND | Stolperstein Bochum Theodor-Imberg-Straße 8 Josef Kappius             | |
| Uhlandstraße 5 ·                                                                                             | 118 | 4. Okt. 2010 | HIER WOHNTE FRIEDA HERSCHBERG GEB. JÄGER JG. 1885 AUSGEWIESEN 1938 ZBASZIN ??? | Stolperstein für Frieda Herschberg                                    | |
| Uhlandstraße 5 ·                                                                                             | 119 | 4. Okt. 2010 | HIER WOHNTE SIMON HERSCHBERG JG. 1890 AUSGEWIESEN 1938 ZBASZIN ??? | Stolperstein für Simon Herschberg                                     | |
| Uhlandstraße 7 ·                                                                                             | | | HIER WOHNTE REGINA HIRSCHBERG GEB. STERN JG. 1879 FLUCHT 1939 USA |                                                                       | |
| Uhlandstraße 7 ·                                                                                             | HIER WOHNTE JULIUS HIRSCHBERG JG. 1874 FLUCHT 1939 USA | | |                                                                       | |
| Ursulastraße 2 ·                                                                                             | 92 | 20. Okt. 2008 | HIER WOHNTE FRIEDRICH HEINTZE JG. 1902 VERHAFTET NEUENGAMME ERMORDET 6.11.1944 | Stolperstein für Friedrich Heintze                                    | |
| Viktoriastraße 1 ·                                                                                           | 227 | 20. Okt. 2017 | HIER WOHNTE FRANZISKA STRAUSS GEB. REICHENBERGER JG. 1873 DEPORTIERT 1942 SCHICKSAL UNBEKANNT | Stolperstein für Franziska Strauß geb. Reichenberg                    | |
| Viktoriastraße 1 ·                                                                                           | 228 | 20. Okt. 2017 | HIER WOHNTE JACOB STRAUSS JG. 1875 DEPORTIERT 1942 SCHICKSAL UNBEKANNT | Stolperstein für Jacob Strauß                                         | |
| Viktoriastraße 7 ·                                                                                           | 291 | 8. Okt. 2020 | HIER WOHNTE KARL KLÜNER JG. 1904 VERHAFTET 1933 GEFÄNGNIS MÜNSTER VERSCHIEDENE STRAFTATEN 1937 LICHTENBURG BUCHENWALD ERMORDET 8.12.1944 | Stolperstein Bochum Viktoriastraße 7 Karl Klüner                      | |
| Viktoriastraße 14 ·                                                                                          | | 7. Juni 2024 | VON HIER AUS LANDGERICHT BOCHUM 1933 BIS 1945 IM GEDENKEN AN DIE HOMOSEXUELLEN OPFER AUSGEGRENZT, DENUNZIERT, VERHAFTET, VERHÖRT, MISSHANDELT, VERURTEILT HIER BEGANN FÜR VIELE MÄNNER DER WEG IN DEN TOD                                                                                                |                                                                       | |
| Weilenbrink 9 ·                                                                                              | 7 | 18. Nov. 2005 | HIER WOHNTE STEFAN HAMBURGER JG. 1890 DEPORTIERT 1942 TOT IN THERESIENSTADT | Stolperstein für Stefan Hamburger                                     | |
| Westring 25 ·                                                                                                | 159 | 21. Sep. 2012 | HIER WOHNTE HEINRICH WAHLE JG. 1897 MEHRMALS VERHAFTET ZULETZT 1941 SACHSENHAUSEN ERMORDET 17.7.1942 | Stolperstein für Heinrich Wahle                                       | |
| Widumestraße 11 ·                                                                                            | 120 | 4. Okt. 2010 | HIER WOHNTE SALOMON HERZ JG. 1869 DEPORTIERT 1942 THERESIENSTADT ERMORDET 1942 IN TREBLINKA | Stolperstein für Salomon Herz                                         | |
| Wilhelm-Engel-Straße 8 ·                                                                                     | 133 | 4. Okt. 2010 | HIER WOHNTE WILHELM ENGEL JG. 1881 VERHAFTET 1944 'WEHRKRAFTZERSETZUNG' TOT 1945 IM ZUCHTHAUS BERLIN-MOABIT | Stolperstein für Wilhelm Engel                                        | |
| Willy-Brandt-Platz 14 ·                                                                                      | 103 | 30. Nov. 2009 | HIER WOHNTE MORITZ LINDAU JG. 1877 DEPORTIERT 1942 ZAMOSC ERMORDET | Stolperstein für Moritz Lindau                                        | |
| Willy-Brandt-Platz 14 ·                                                                                      | 104 | 30. Nov. 2009 | HIER WOHNTE ALMA LINDAU GEB. WATERMANN JG. 1882 DEPORTIERT 1942 ZAMOSC ERMORDET | Stolperstein für Alma Lindau                                          | |
| Willy-Brandt-Platz 14 ·                                                                                      | 219 | 30. Jan. 2017 | HIER WOHNTE EMMA SCHÜNKE GEB. WOLF JG. 1876 DEPORTIERT 1942 ZAMOSC ERMORDET | Stolperstein für Emma Schünke geb. Wolf                               | |